# Abbazia di San Medardo (Soissons)
L'abbazia di San Medardo fu un'abbazia di monaci benedettini della regione francese del Soissonnais, e fu una delle fondazioni religiose più potenti sotto i Carolingi, in particolare sotto Carlomagno e Ludovico il Pio. Delle sue prime fondamenta risalenti al periodo del regno di Clotario I (VI secolo), non rimangono che alcune rovine e una cripta.

## Storia

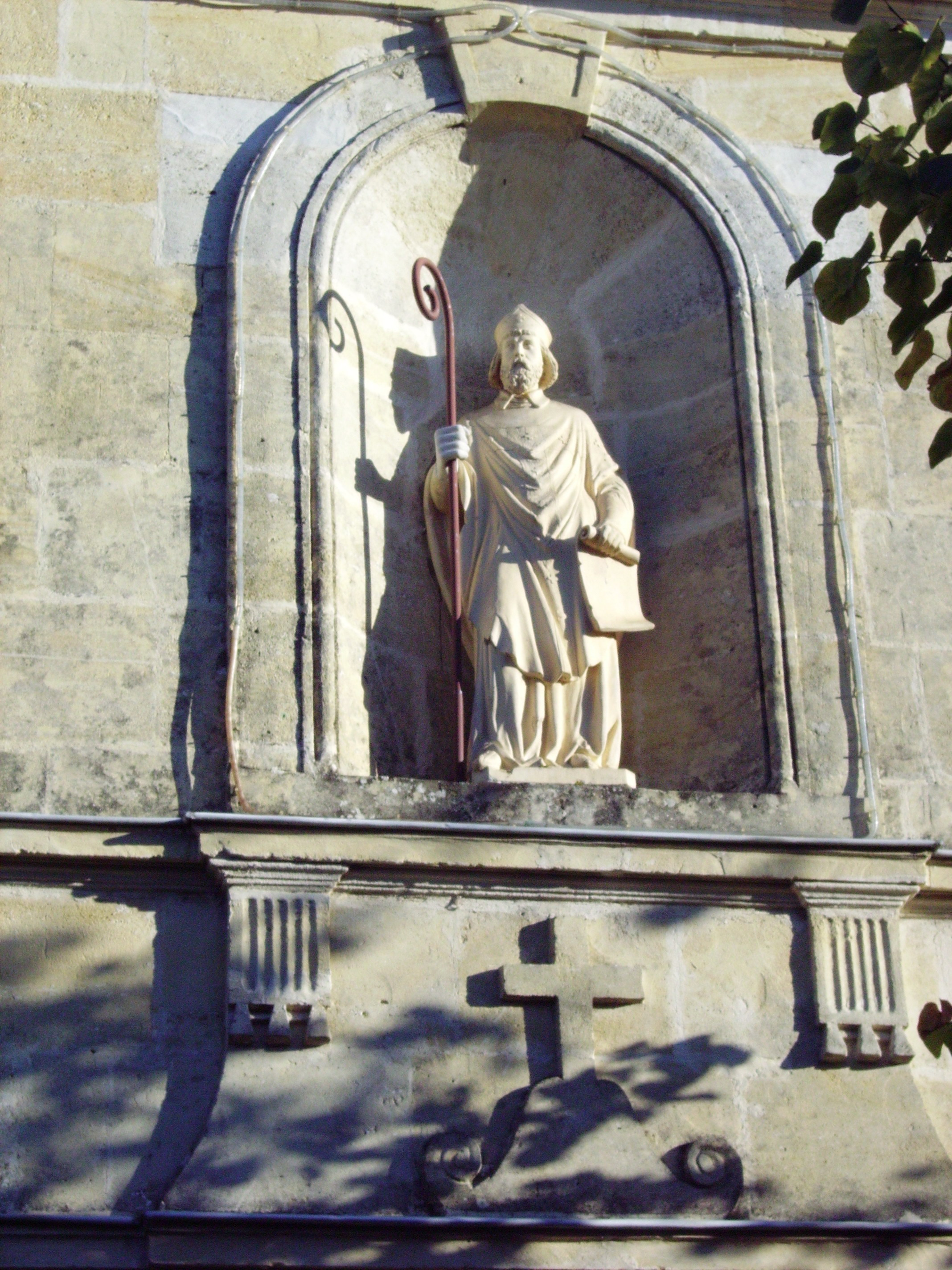
Statua di Medardo a San Medardo-d'Eyrans

### L'abbazia di San Medardo sotto i Merovingi
Fu dapprima fondata la Basilica nel 557 dal re dei Franchi Clotario I, per ospitarvi le reliquie di san Medardo. I resti del santo erano provvisoriamente ospitati in un mausoleo in legno. Clotario morì prima del completamento dei lavori e fu suo figlio Sigeberto I che inaugurò la chiesa e la fece decorare. I due costruttori merovingi furono inumati in questa chiesa (in basilicam), di fronte alla tomba di Medardo (ante tumulum). In seguito si formò l'Abbazia.
Nel novembre 751 l'ultimo merovingio, Childerico III, fu deposto nell'abbazia da Pipino il Breve. Quest'ultimo si fece egualmente consacrare re dei Franchi nell'abbazia di San Medardo di Soissons dai vescovi della Gallia, divenendo così il primo re della dinastia dei Carolingi.

### L'abbazia di San Medardo sotto i Carolingi
Sotto i Carolingi, l'abbazia ebbe un ruolo determinante nelle vicende del regno. Accolta la regola benedettina essa fu all'inizio del IX secolo uno dei domini signorili più potenti dell'impero e i suoi abati erano considerati come i primi signori di Francia. Il centro del suo potere si trovava a Soissons, dove l'abbazia disponeva di una vera e propria città monacale nella quale vivevano più di quattrocento religiosi. Essa comprendeva una basilica, un palazzo reale, un palazzo abbaziale, più chiese, cappelle, chiostri, scuole, cortili, giardini e vigne. Al di fuori della città dipendevano dalla sua giurisdizione numerose altre abbazie, priorati, prevosture e duecentoventi parrocchie, villaggi, fattorie e castelli, feudi come la signoria di Vic-sur-Aisne. La sua potenza e la sua estensione erano ben superiori a quelle delle case nobiliari dell'impero. Così si può capire perché alcune signorie laiche non s'imposero nei paesi della regione di Soissons durante il regno carolingio.

Stemma dell'abbazia

L'Abbazia di San Medardo di Soissons, già favorita da Carlomagno, figurava egualmente come un'abbazia di primo rango per Luigi il Pio e riceveva i suoi favori con il diritto di battere moneta e non era soggetta ad alcun contributo né pecuniario né militare, contrariamente a quanto imposto alle altre abbazie dell'impero.
L'Evangeliario di San Medardo di Soissons, un manoscritto redatto negli ultimi anni del regno di Carlomagno alla Scuola palatina di Aix-la-Chapelle, proviene dallo scriptorium dell'abbazia.
Per la quantità di mezzi che furono messi in opera per la sua redazione, per la dismisura della sua composizione (ad esempio le dimensioni dei ritratti degli Evangelisti) e per la qualità dei colori, è uno dei campioni più rappresentativi della miniatura carolingia dell'inizio del IX secolo.
Nel 825, Luigi il Pio associò il vescovo di Soissons, Rotado I, al conte Ruotfrido nelle funzioni di Missi dominici nella regione di Soissons. Il cugino dell'imperatore Luigi il Pio, l'abate Ilduino, arcicappellano del Palazzo imperiale, che non era altro che il più alto rappresentante ecclesiastico della corte imperiale, fu incaricato di dirigere le tre abbazie più importanti dell'impero che erano l'Abbazia di Saint-Denis, l'Abbazia di San Medardo e l'Abbazia di Saint-Germain-des-Prés.
Nell'826, l'abbazia ricevette delle reliquie di san Sebastiano martire, che vi furono acquisite da Ilduino di Saint-Denis..
Il 13 novembre 833 si riunì il sinodo convocato da Lotario I e presieduto dall'arcivescovo Ebbone di Reims, che depose, per la seconda volta, l'imperatore Luigi il Pio. Luigi fu costretto a leggere una confessione forzata, rendere le armi, indossare il cilicio, abdicare e rinunciare al mondo.
Sotto Carlo il Grosso, nell'884, l'intera regione di Soissons fu invasa dai Normanni: la stessa cinta fortificata della città di Soissons, che fino ad allora aveva resistito agli invasori, cadde di fronte alle truppe condotte da Hastein. L'abbazia di San Medardo di Soissons fu saccheggiata.
Nel novembre 885 i Normanni, al comando di Sigfrido, giunsero alle porte di Parigi.
Nell'886, Sigfrido lanciò un assalto contro la città parigina, ma subì uno scacco contro Oddone, conte di Parigi, della famiglia nobile dei Robertingi, figlio primogenito di Roberto il Forte.  Sigfrido e le sue truppe si ritirarono allora nella regione di Soissons ed entrarono nella città abbaziale di San Medardo di Soissons: le sue chiese, i suoi palazzi e monasteri furono saccheggiati e poi incendiati dall'invasore normanno. 

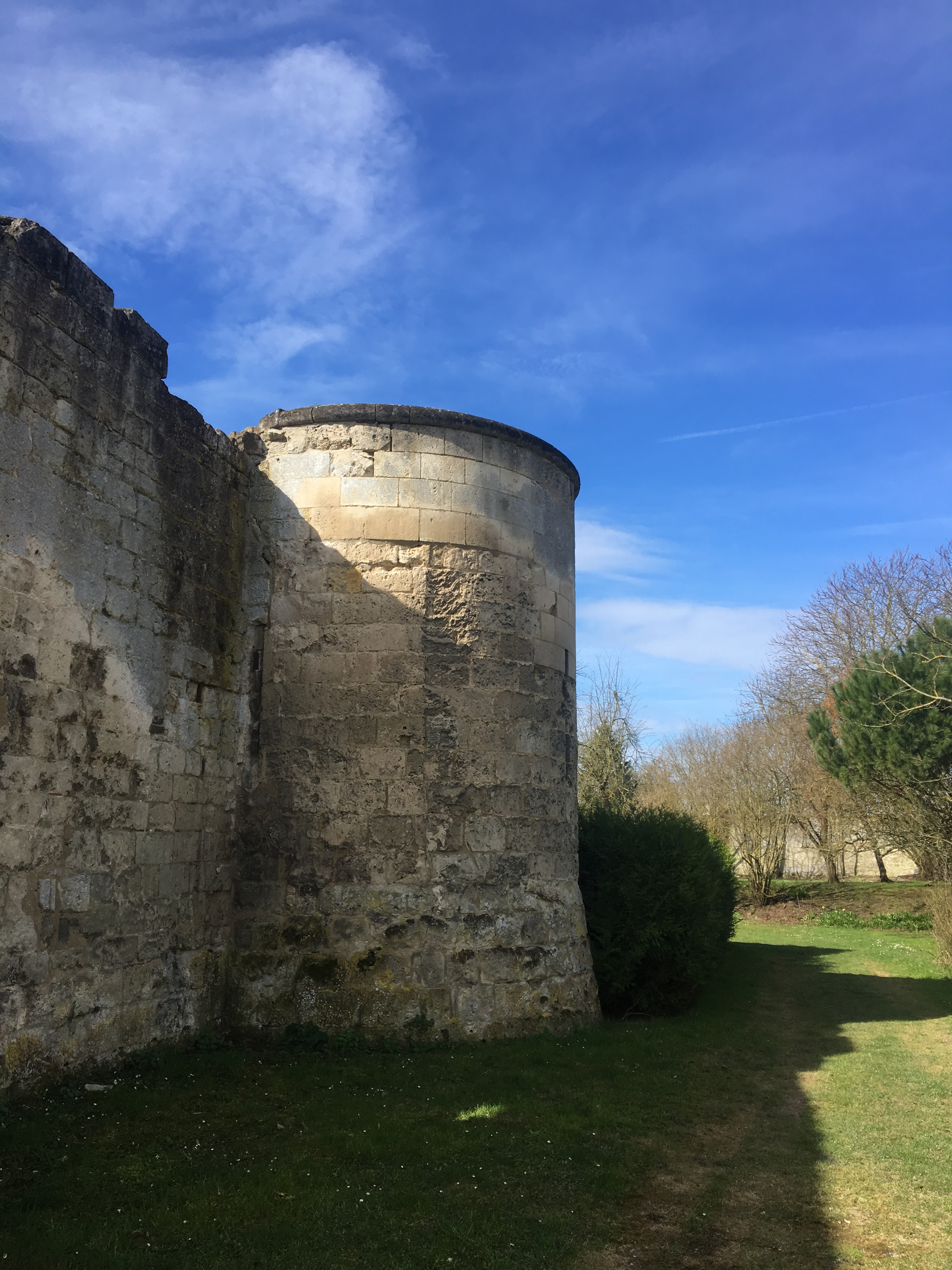
Fortificazioni dell'Abbazia di San Medardo di Soissons

Nell'888, Eudes, che prenderà la corona di Francia, diresse le sue truppe contro i Vikinghi nella regione di Soissons e fece costruire tutt'intorno all'abbazia una cinta munita di torri e fortificò le diverse proprietà dell'Abbazia nella regione di Soissons, tra le quali il castello di Vic-sur-Aisne.
Molti abati laici diressero l'abbazia di San Medardo. Apparsi sotto Carlo il Calvo nell'866, gli abati laici si diffusero in tutto il regno. Come i loro omologhi ecclesiastici, essi erano incaricati di ricevere l'imposta sui beni, la decima.
Così, a quell'epoca, numerosi signori ottennero dal re il titolo di Abate laico, potendo così usufruire di una certa immunità fiscale e soprattutto di integrare con la decima i ricavi delle loro signorie.
Tra gli abati celebri dell'Abbazia di San Medardo di Soissons si trovano: Carlomanno, figlio di Carlo il Calvo, Erberto II di Vermandois, conte di Meaux, della zona di Soissons e del Vermandois, Erberto il Vecchio (946-980/984), suo figlio, conte di Meaux e conte di Troyes.
Il monaco Odilone († verso il 920) ha scritto una Storia della traslazione delle reliquie di san Sebastiano martire e di san Gregorio papa, al monastero di San Medardo, su richiesta dell'allora prevosto dell'abbazia, Ingrammo o Enguerrando, che in seguito divenne vescovo di Laon (dal 932 al 936); questo testo venne pubblicato da Jean Bolland, senza il nome dell'autore. Odilone fece anche la descrizione della traslazione delle reliquie di molti altri santi nell'abbazia e Jean Mabillon pubblicò due testi degli Atti dell'ordine di san Benedetto e anche una lettera di Odilone a Ucbaldo, monaco dell'Abbazia di Sant'Amando, che gli aveva inviato la sua Vita di san Livino, alla quale Odilone rispose con l'invio della sua Storia della traslazione delle reliquie di san Sebastiano. Sono anche pervenuti tre discorsi anonimi concernenti l'abbazia (tra cui un trattato nuovo sulle reliquie di san Sebastiano e sulle liberalità dei re verso l'istituzione, e un elogio di san Medardo e di san Gildardo, suo fratello), ove si riconosce lo stile di Odilone.

### L'abbazia di San Medardo fino alla Rivoluzione

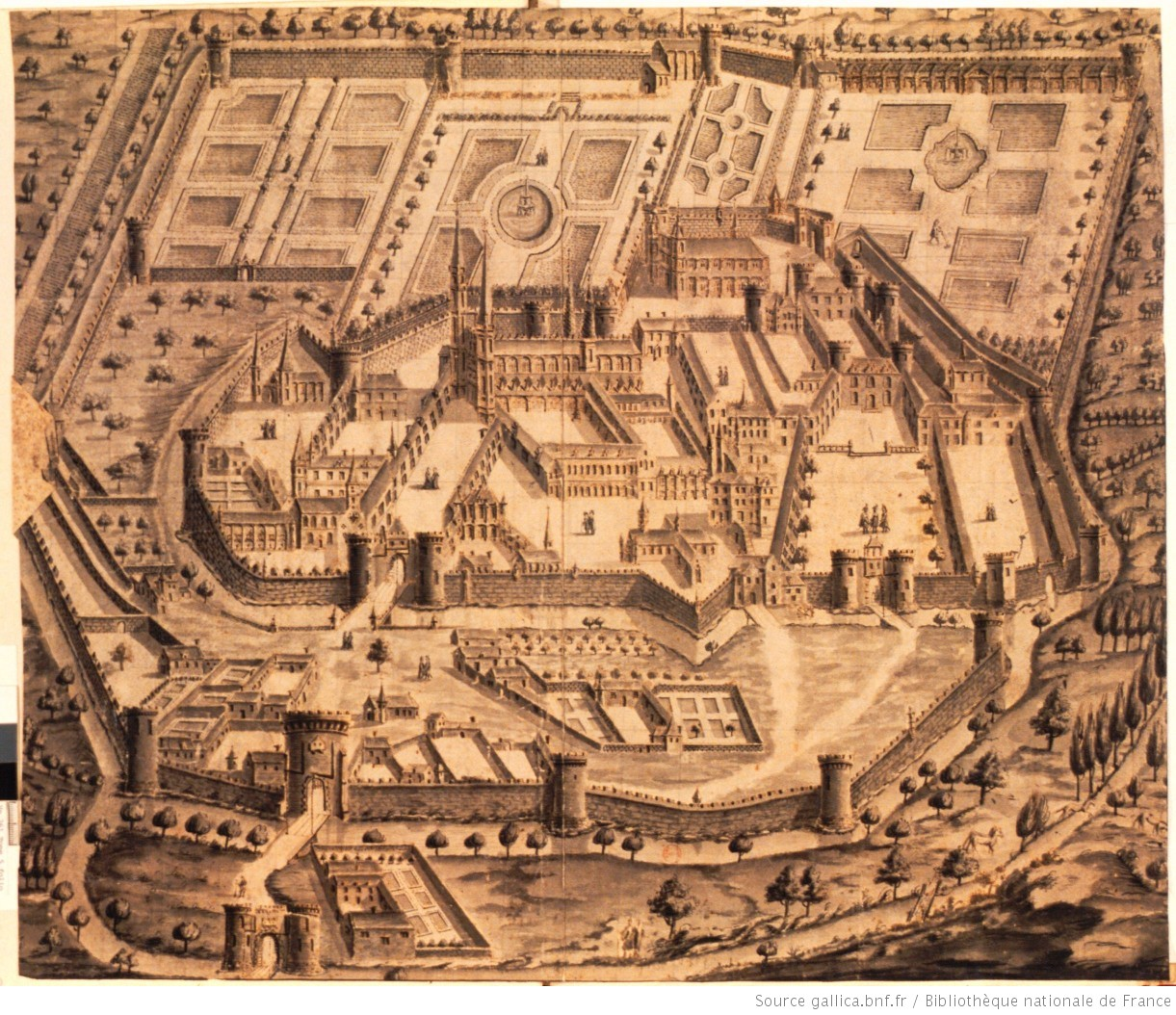
Pianta dell'abbazia di San Medardo di Soissons

L'abbazia di San Medardo fu distrutta dai Vikinghi e dai Magiari, poi ricostruita nell'XI secolo. Verso il 1079, Sant'Arnolfo, vescovo di Soissons, fu invitato da Tebaldo III di Blois, conte di Champagne, nel suo castello di Vertus affinché gli trovasse dei religiosi di San Medardo per poter prendere in carica le abbazie di San Salvatore e di Notre-Dame di Vertus che egli intendeva istituire. Questo progetto vide la luce nel 1081 con il monaco Sofrone quale primo abate di San Salvatore.
L'abbazia fu distrutta nel 1567 all'inizio delle guerre di religione, ricostruita in parte nel 1630, per poi venire rasa al suolo fino alla cripta nel 1793.
Otto von Corvin afferma nel suo saggio anticlericale Lo specchio dei curati (Pfaffenspiegel), che questa abbazia era stata a suo tempo una specie di fabbrica di falsi, che la Chiesa avrebbe prodotto per creare titoli di proprietà che non aveva:
La cripta è oggetto di classificazione a titolo di Monumento storico di Francia dal 1875.
La cappella è anch'essa classificata come tale dal 14 febbraio 1921..

## L'edificio

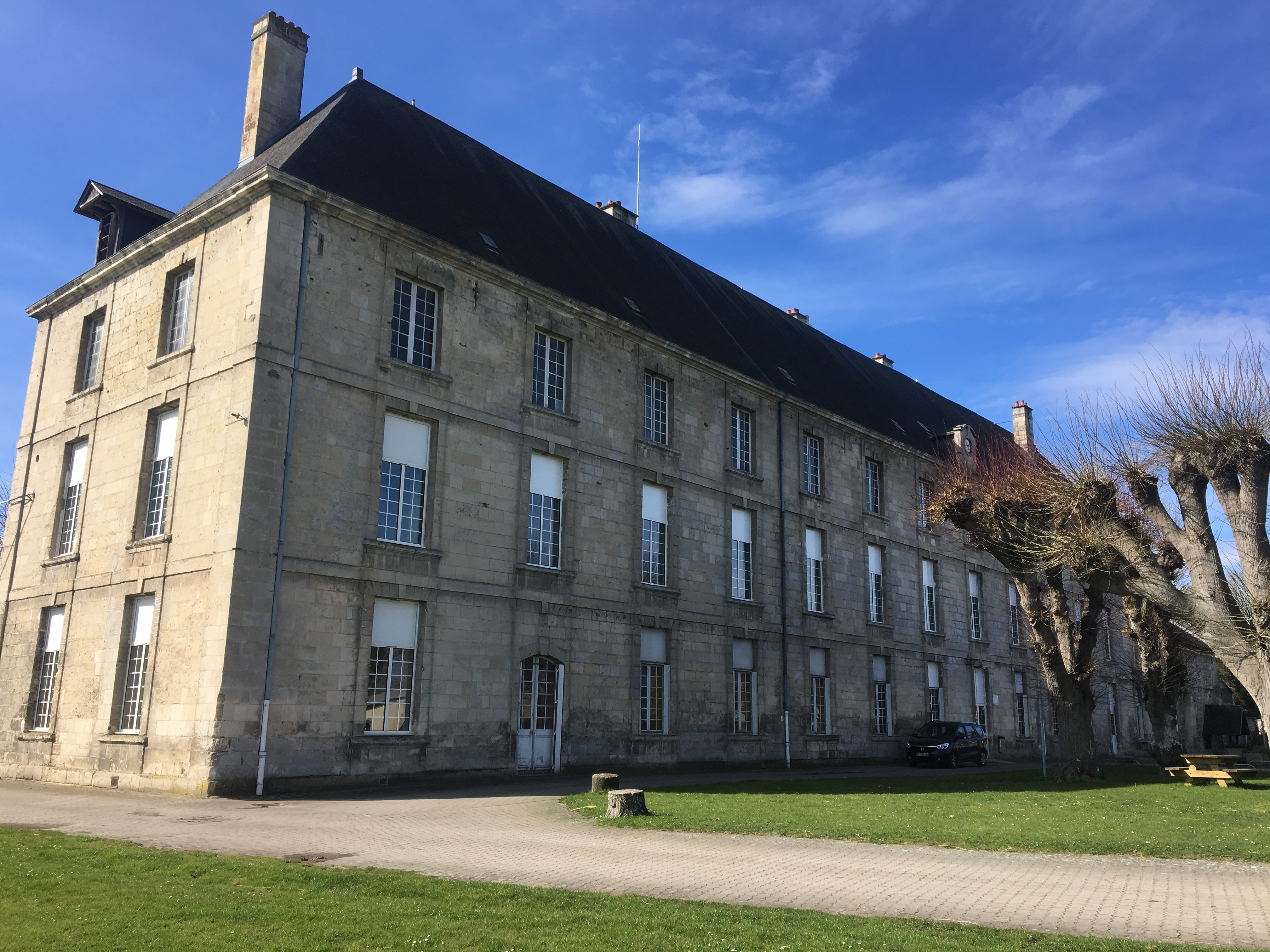
Veduta di lato dell'abbazia

Lo storico francese Eugène Lefèvre-Pontalis conclude dalle fonti scritte che l'abbazia di San Medardo fu edificata in quattro fasi successive, nei secoli VI, IX, XII e XIV. La data di costruzione della cripta, sola parte rimasta, è contestata. Lefèvre-Pontalis la fa risalire agli anni 826–841, mentre Jacobsen la data dalla prima metà dell'XI secolo. In ogni caso è certo che le fonti attestino per la prima volta l'esistenza della cripta nel 1079.
Essa non fu né una costruzione separata o aggiunta dopo, ma una componente a parte intera dell'abbazia, che per la sua forma è molto simile alla cripta di San Willibrordo di Echternach. Delle tre cappelle del XII secolo, rimane solo la cappella meridionale, che è stata oggetto di restauri negli anni 1970.
L'abbazia di San Medardo stessa era una basilica lunga a tre navate con anche quelle collaterali dotate di volte. Essa aveva due torri quadrate all'estremità del transetto orientale. Dal lato ovest, l'ingresso della navata era costituito da un portico monumentale, con due torri quadrate ai due lati, facendo della facciata ovest una delle più imponenti di allora. La cripta si estende fin sotto l'altar maggiore orientale ed è larga 30 metri.

### Immagini dell'abbazia

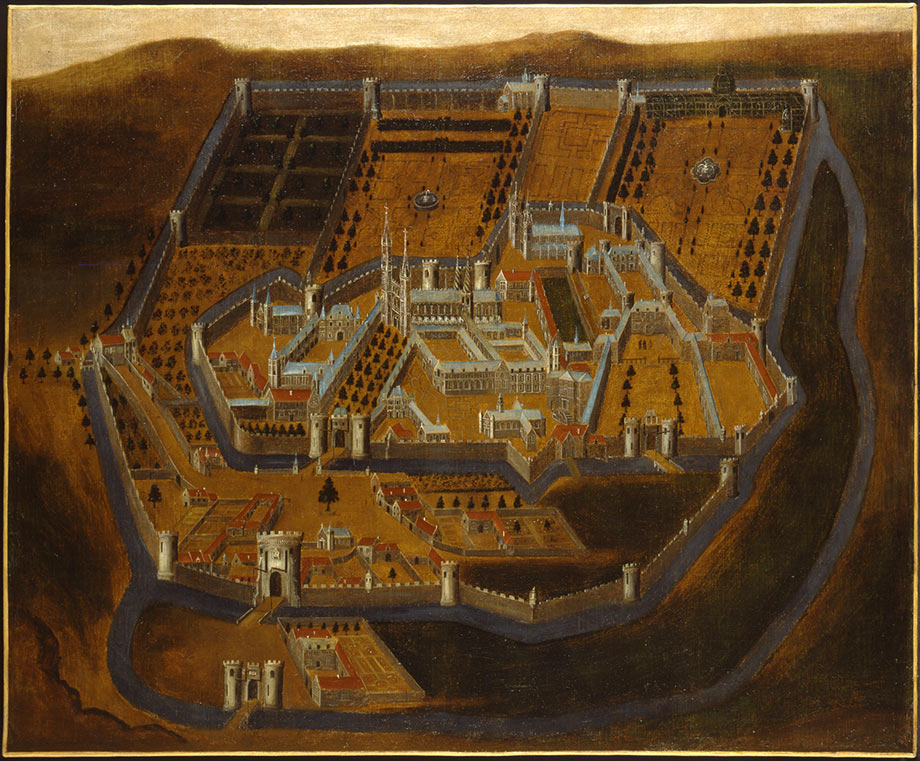
Pianta dell'abbazia
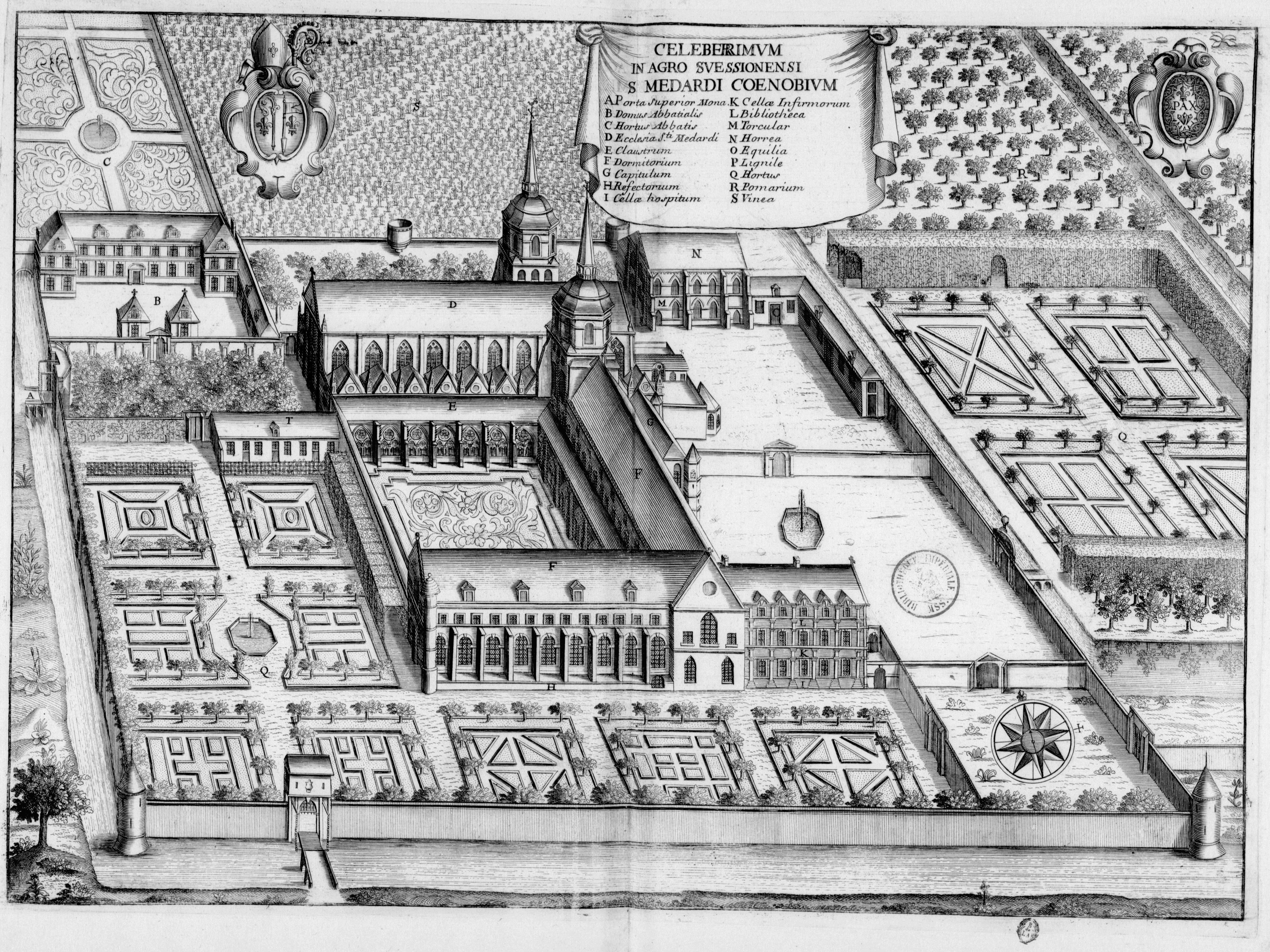
L'abbazia nel XVII secolo, tavola incisa del Monasticon Gallicanum.
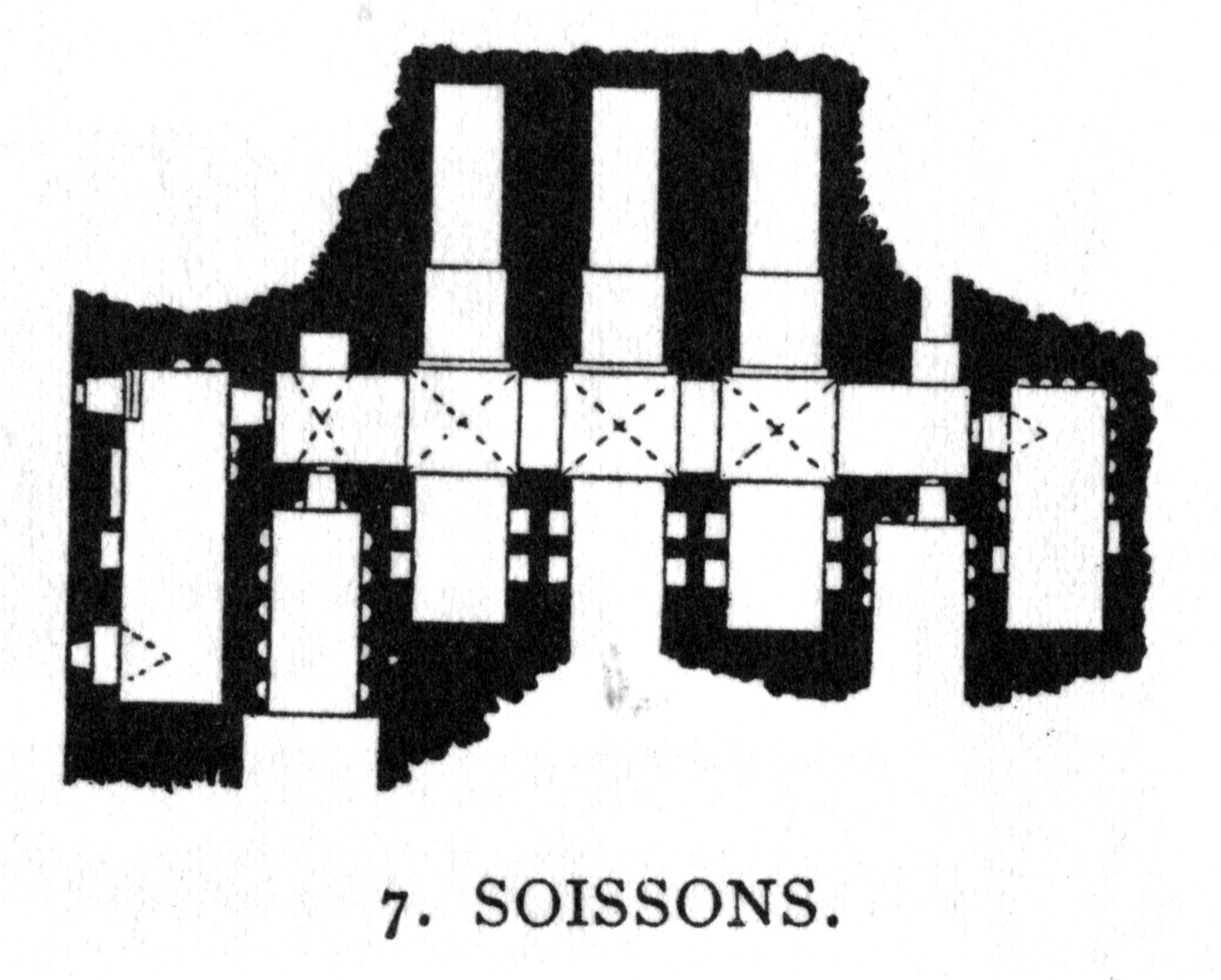
Veduta in pianta della cripta.
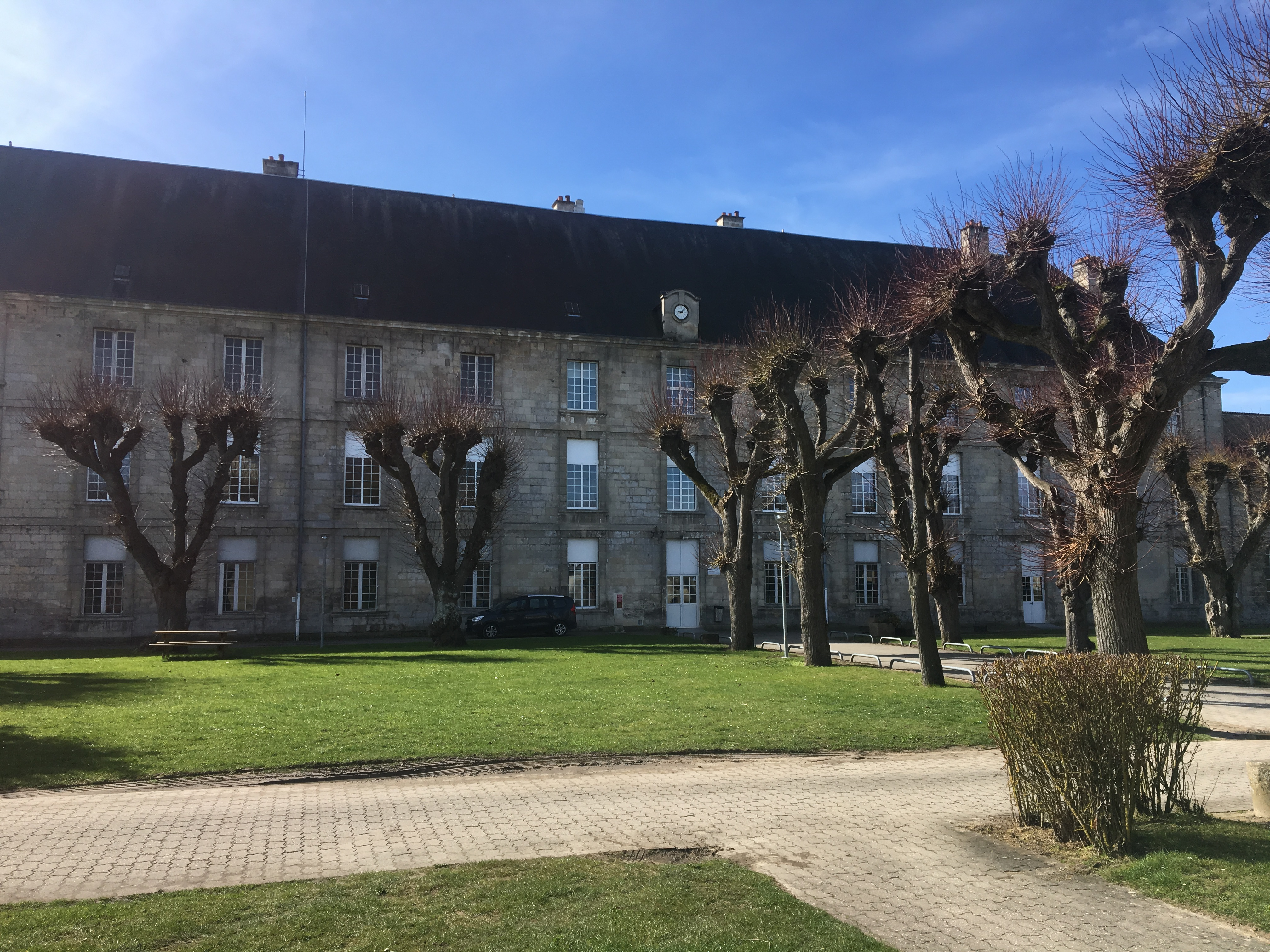
Veduta di lato dell'abbazia
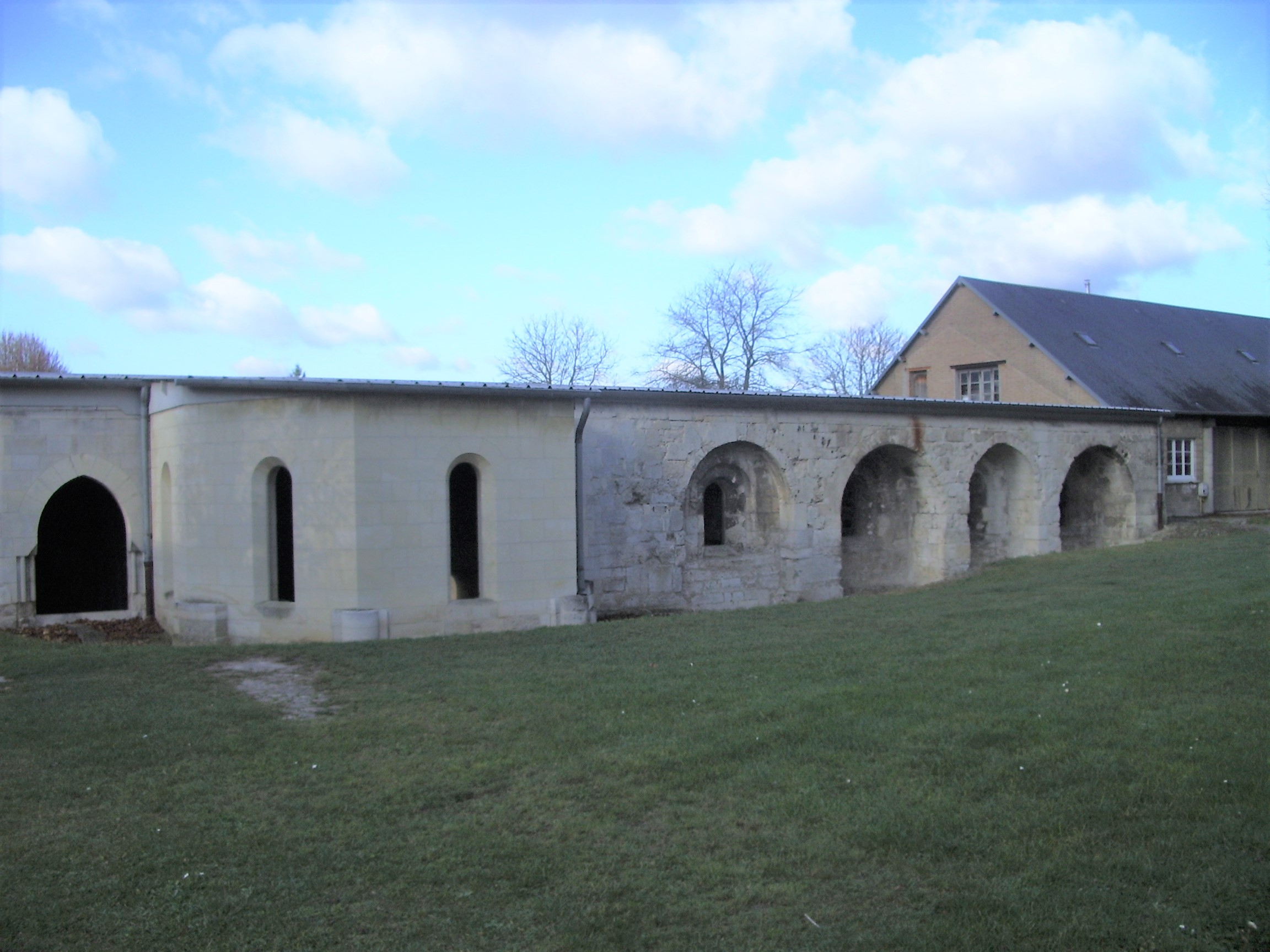
Cripta di San Medardo: veduta dal sud-est
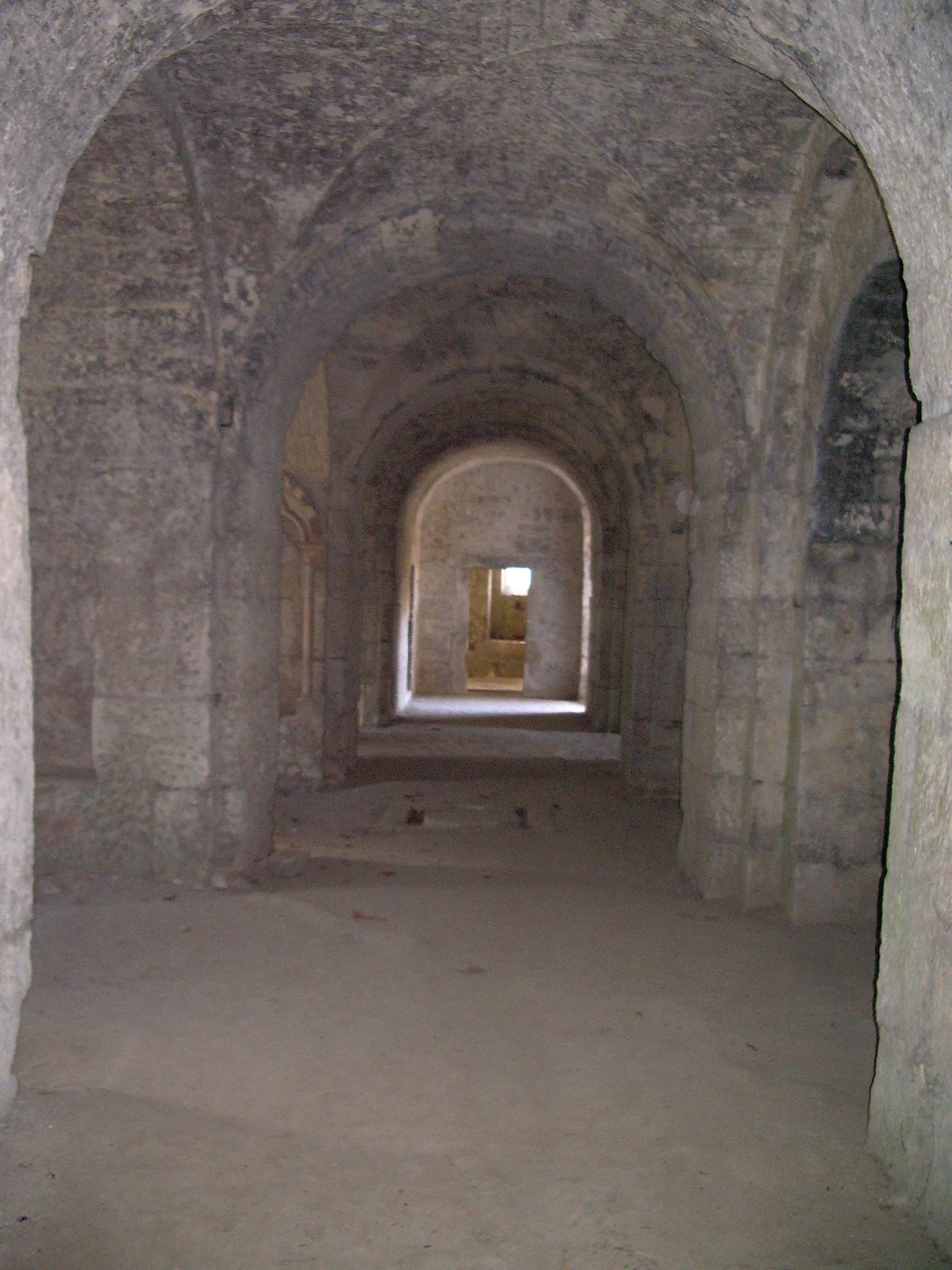
Cripta: corridoio centrale
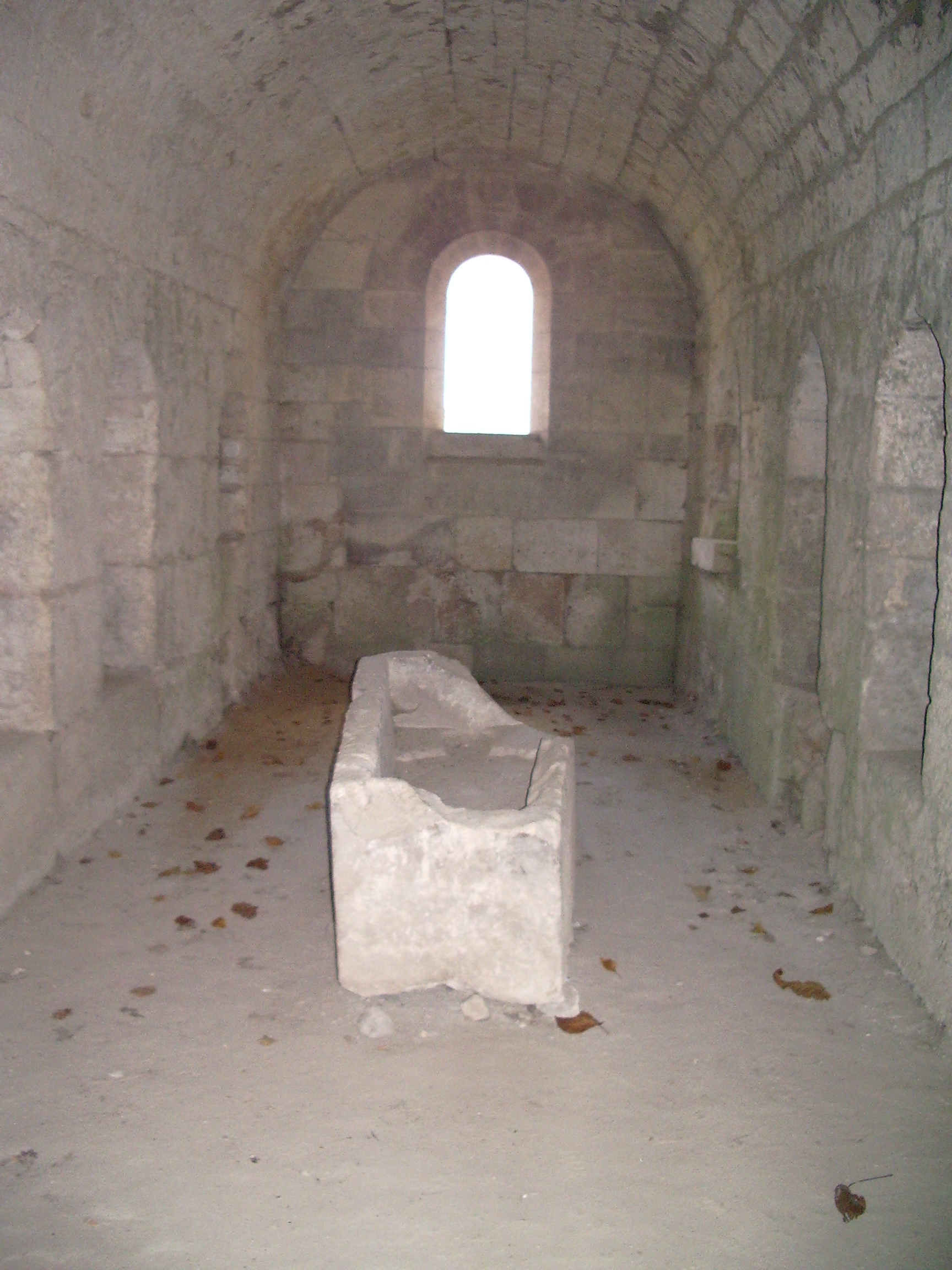
Cripta: una delle camere funerarie
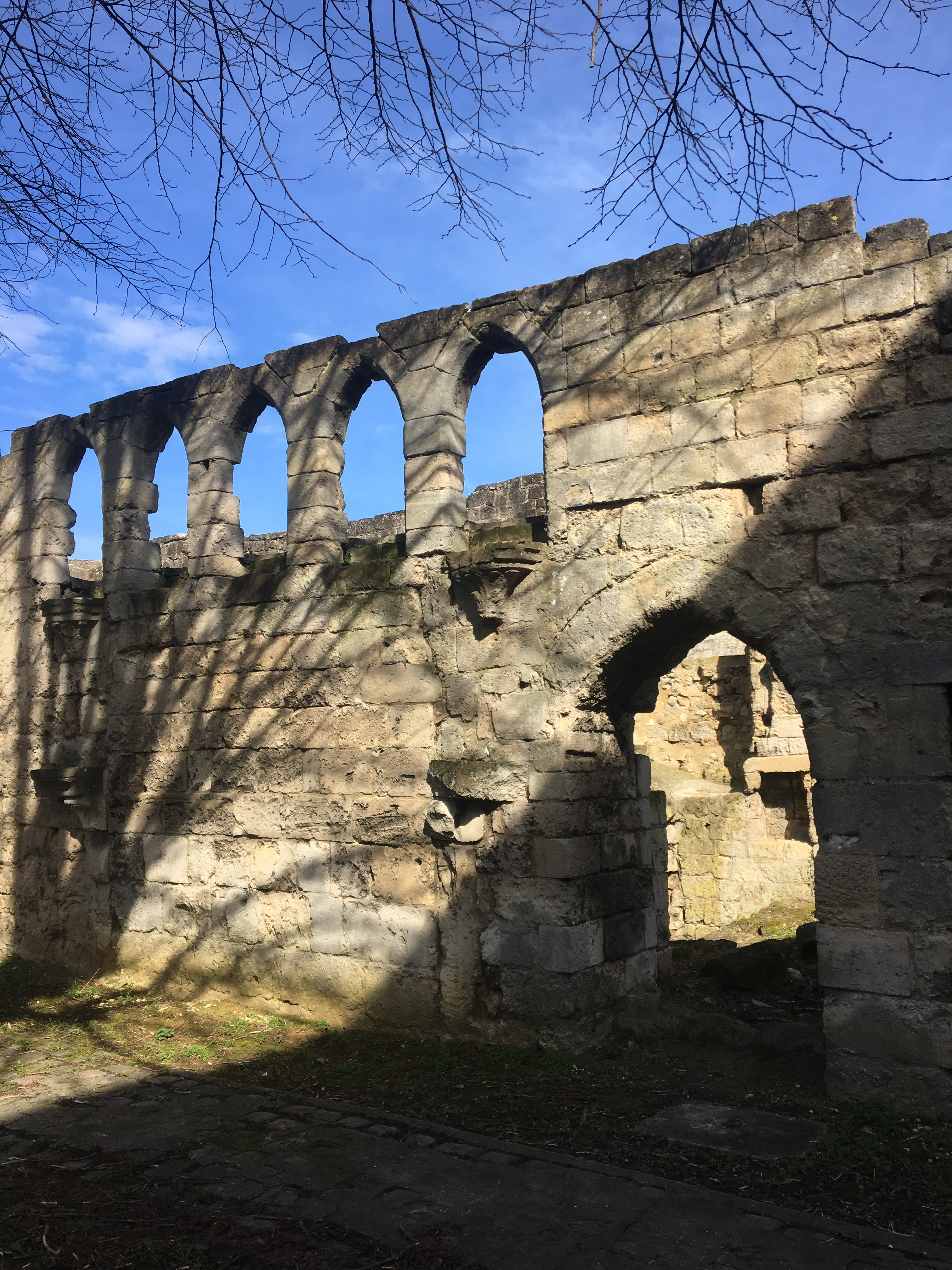
Rovine dell'abbazia

## Abati
- 860-870 : Carlomanno († 877), figlio di Carlo il Calvo[6].
- ~ 960 : Odoleuo od Odoleno od Oldorico, antico abate dell'Abbazia di Saint-Basle de Verzy
- v.1070 - : Sant'Arnolfo[7]
- 1148 - : Engerrando, antico abate dell'abbazia di San Rictrudo e San Pietro di Marchiennes[8]
- ~ 1203 : Milon de Bazoches, figlio di Gervais, signore di Bazoches, e d'Hawise de Rumigny

## Pubblicazioni
- (FR)  Évangiles de San Medardo de Soissons : Evangelia quattuor (1v-221v), Capitulare evangeliorum (223r-235v), École de la Cour de Charlemagne (voir)